# 昆明耶稣圣心主教座堂

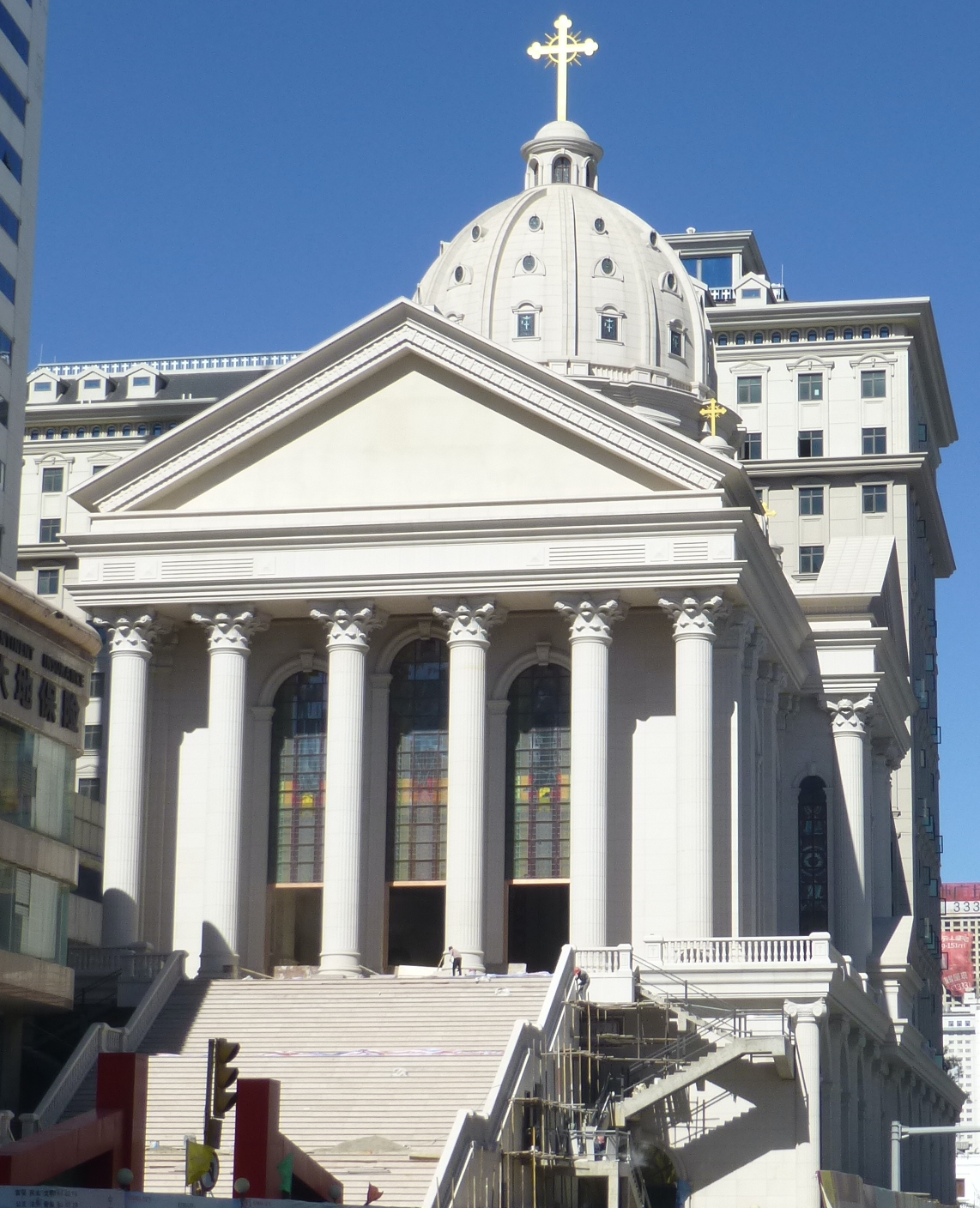
在修建中的昆明耶穌聖心主教座堂，2016年。

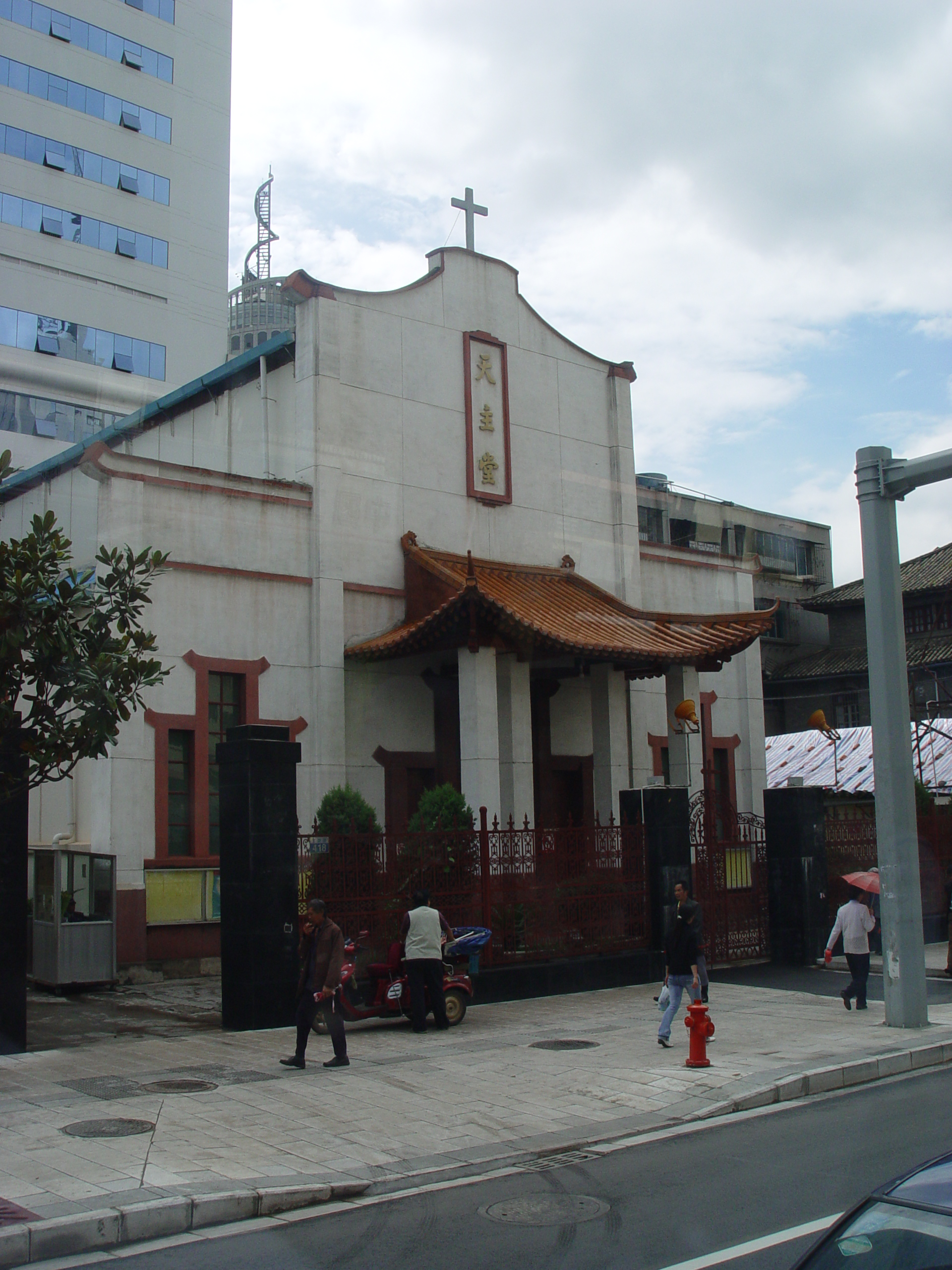
2005年

昆明耶稣圣心主教座堂，俗称北京路天主教堂，是一座已拆卸的天主教堂，原为天主教昆明总教区的主教座堂，为云南省、昆明市天主教“两会”的所在地，位于云南省昆明市市中心盘龙区北京路、拓东路交叉口西北角，北京路408号。毗邻地铁塘子巷站。

## 概述
1881年，天主教云南教区的主教座堂由盐津县龙溪迁址昆明平政街。1935年，天主教云南府宗座代牧雍守正主教主持，在太和街修建主教座堂，1937年完工，奉圣女德勒撒为主保圣人，名为“德勒撒堂”、“太和街天主堂”，教堂面积约440平方米，可容纳500人，主教府面积5亩。1981年重新开放时更名为“耶稣圣心堂”。教堂在2002年装修。2007年，因教堂年久失修已属危房，云南省天主教两会报云南省委、省政府批准，在原址重建主教座堂。2009年昆明教区拆除旧堂，2010年开始重建，2018年建成。地下3层、地上2层，面积2.5万平方米，包括地下美食城。新教堂颇为豪华，设有美丽的穹顶、圆拱和花窗玻璃。但举办几次弥撒后，便不再对外开放。2021年9月2日，盘龙区城管局发布《北京路418号-436号项目违建拆改工程招标公告》，指出现状与规划不符、贴红线未做退让，属于违建，随后新建的主教座堂被拆除。拆除之前，不少市民前往拍照留念，一度成为网红打卡地。教堂拆除后，昆明的天主教活动转移至华山东路的天主教爱国会院内进行。